# Кобалт (Міссурі)
Кобалт (англ. Cobalt) — селище (англ. village) в США, в окрузі Медісон штату Міссурі. Населення — 264 особи (2020).

## Географія
Кобалт розташований за координатами 37°32′42″ пн. ш. 90°17′13″ зх. д. / 37.54500° пн. ш. 90.28694° зх. д. (37.545119, -90.286929).  За даними Бюро перепису населення США в 2010 році селище мало площу 0,39 км², з яких 0,39 км² — суходіл та 0,00 км² — водойми.

## Демографія
Згідно з переписом 2010 року, у селищі мешкало 226 осіб у 94 домогосподарствах у складі 56 родин. Густота населення становила 585 осіб/км².  Було 104 помешкання (269/км²).
Расовий склад населення:
| - 99,6 % — білих |

До двох чи більше рас належало 0,4 %. Частка іспаномовних становила 1,8 % від усіх жителів.
За віковим діапазоном населення розподілялося таким чином: 23,0 % — особи молодші 18 років, 65,9 % — особи у віці 18—64 років, 11,1 % — особи у віці 65 років та старші. Медіана віку мешканця становила 39,8 року. На 100 осіб жіночої статі у селищі припадало 94,8 чоловіків;  на 100 жінок у віці від 18 років та старших — 109,6 чоловіків також старших 18 років.
Середній дохід на одне домашнє господарство  становив 39 151 долар США (медіана — 22 500), а середній дохід на одну сім'ю — 45 993 долари (медіана — 33 250). Медіана доходів становила 25 417 доларів для чоловіків та 23 500 доларів для жінок. За межею бідності перебувало 34,0 % осіб, у тому числі 45,3 % дітей у віці до 18 років та 27,8 % осіб у віці 65 років та старших.
Цивільне працевлаштоване населення становило 99 осіб. Основні галузі зайнятості: освіта, охорона здоров'я та соціальна допомога — 33,3 %, роздрібна торгівля — 18,2 %, виробництво — 10,1 %, транспорт — 9,1 %.